# Asura nebulosa
Asura nebulosa là một loài bướm đêm thuộc phân họ Arctiinae, họ Erebidae.